# At the Great American Music Hall
At the Great American Music Hall — концертный альбом американской певицы Кармен Макрей 1976 года, записанный в концертном зале Great American Music Hall в Сан-Франциско. В нескольких треках к Макрей присоединяется трубач Диззи Гиллеспи, а также её джазовое трио в составе пианиста Маршалла Отвелла, басиста Эда Беннетта и барабанщика Джоуи Барона. Запись была номинирована за лучший джазовый вокальный альбом на 19-й ежегодной премии «Грэмми».

## Отзывы критиков
| Оценки критиков                     | Оценки критиков |
| Источник                            | Оценка          |
| ----------------------------------- | --------------- |
| AllMusic                            | [ 2 ]           |
| Encyclopedia of Popular Music       | [ 3 ]           |
| The Rolling Stone Jazz Record Guide | [ 4 ]           |

Рецензируя альбом, Стивен Кук из AllMusic пишет: «Кармен Макрей всегда блистала на сцене, и этот прекрасный отчет о её трехдневном концерте 1976 года в Great American Music Hall в Сан-Франциско подтверждает это. Благодаря этому звездному звучанию Blue Note Макрей широко проходит по ряду стандартов. И Макрей не только приправляет всё впечатляющим прочтением стандартной босса-новы „Dindi“, но она даже полностью выходит за рамки ожидаемого с версией баллады Элиса Купера „Only Woman Bleed“ — интересной, мягко говоря. Удивительно, однако, что она превращает этот радио-хит в одно из самых эффектных выступлений здесь. Вся запись замечательна, если уж на то пошло. И это, без сомнения, можно объяснить выбором Макрей аккомпанемента. Обязательно для поклонников Макрей». В журнале же Billboard отметили «немного скудный аккомпанемент Диза Гиллеспи и трёх других, но мощное пение Макрей эффектно соответствуют стандартам». Рецензент журнала Cash Box: «Кармен, кажется, лучше всего записывается перед аудиторией. Пару лет назад вышел великолепный двойной альбом Atlantic, и теперь у нас есть ещё одна превосходная работа. По какой-то причине ей, кажется, удается интерпретировать текущий материал лучше, чем другим певицам её поколения, и здесь есть песня Билла Уизерса и мелодия Леона Рассела, с которыми она обращается с тем же изяществом и элегантностью, что и с более традиционным материалом». В рецензии журнала Record World констатировали: «можно сказать, что мисс Макрей возвращается, хотя на самом деле она никогда никуда не уходила. Тем не менее, в
её музыке появился новый дух, о чём свидетельствует этот июньский сет 1976 года». Рецензент Stereo Review: «Разве не всегда была Кармен Макрей, которая выступала громко, жалобно, блюзово и лирично со всеми этими песнями об „агонии любви“? Через некоторое время это все начинает казаться чрезмерным, поскольку настроение в основном тоскующее, а аплодисменты с галерки становится всё труднее выносить четвертой стороне. Но сама певица невозмутима во всем» Джозеф Велла из The Huffington Post: «… Кармен в своем лучшем проявлении: исполняет джазовые стандарты, баллады, американский песенник, популярные песни того времени и немного босса-новы в придачу. В нескольких песнях ей помогают великолепное и зажигательное трио и гости — пионер джаза Диззи Гиллеспи».

## Список композиций
1. «Them There Eyes» (Масео Пинкард) — 2:03
2. «Paint Your Pretty Picture» (Билл Уизерс) — 6:27
3. «On Green Dolphin Street» (Бронислав Капер, Нед Вашингтон) — 3:24
4. «A Song for You» (Леон Расселл) — 4:48
5. «On a Clear Day (You Can See Forever)» (Бертон Лэйн, Алан Джей Лернер) — 4:27
6. «Miss Otis Regrets (She’s Unable to Lunch Today)» (Коул Портер) — 6:02
7. «Too Close for Comfort» (Джерри Бок, Ларри Холофсенер, Джордж Дэвид Вайс) — 4:07
8. «Old Folks» (Дедетт Ли Хилл, Уиллард Робисон) — 4:47
9. «Time After Time» (Сэмми Кан, Джул Стайн) — 3:04
10. «I’m Always Drunk in San Francisco» (Томми Волф) — 3:48
11. «Don’t Misunderstand» (Гордон Паркс) — 3:41
12. «A Beautiful Friendship» (Дональд Хан, Стэнли Стайн) — 4:04
13. «Star Eyes» (Джин Пол, Дон Рэй) — 3:02
14. «Dindi» (Антониу Карлос Жобин, Рэй Гилберт) — 4:36
15. «Never Let Me Go» (Рэй Эванс, Джей Ливингстон) — 3:14
16. «'Tain’t Nobody’s Bizness If I Do» (Портер Грейнджер, Эверетт Роббинс) — 5:15
17. «Only Women Bleed» (Элис Купер, Дик Вагнер) — 4:47
18. «No More Blues (Chega de Saudade)» (Антониу Карлос Жобин, Винисиус ди Морайс, Джесси Кавано, Джон Хендрикс) — 4:14
19. «The Folks Who Live on the Hill» (Оскар Хаммерстайн II, Джером Керн) — 3:52

## Участники записи
- Кармен Макрей — вокал, фортепиано
- Диззи Гиллеспи — труба
- Маршалл Отвелл — фортепиано
- Эд Беннетт — контрабас
- Джоуи Барон — барабаны, перкуссия